# 石牛乡 (井研县)
石牛乡，是中华人民共和国四川省乐山市井研县曾经下辖的一个乡。2019年12月，撤消石牛乡，将其所属行政区域划归竹园镇管辖。 

## 行政区划
石牛乡撤销前下辖以下地区：
石牛街社区、大胜村、桐子村、石牛村、新塘村和东云村。